# Dan Shomron
Gen. Dan Shomron, né Daniel Shimron, né le 5 août 1937, Kibbutz Ashdot Yaakov et mort le 26 février 2008, est un militaire israélien, le treizième chef d'état-major des forces israéliennes, de 1987 à 1991.

## Biographie
Pendant la guerre des Six Jours, il commande une unité militaire sur le front égyptien, et est le premier parachutiste à atteindre le canal de Suez.
A cinquante ans, en 1987, il devient le treizième chef d'Etat-Major des forces israéliennes. Il conserve son rang jusqu'en 1991.
Après avoir terminé son mandat, il est président de l'IMI.
Il meurt le 26 février 2008, à l'âge de 70 ans, à la suite de complications d'un accident cérébral trois semaines plus tôt.

## Sources
- Obituary, The Guardian, 27 février 2008
- Obituary, The Times, 27 février 2008
- Obituary, The Daily Telegraph, 29 février 2008
- Obituary, The Independent, 10 March 2008